# Lauzach
Lauzach (tiếng Breton: Laozag) là một xã ở tỉnh Morbihan trong vùng Bretagne tây bắc Pháp. Xã này có diện tích 10,76 km², dân số năm 1999 là 551 người. Khu vực này có độ cao từ 17 đến 63 mét so với mực nước biển.
Cư dân của Lauzach danh xưng trong tiếng Pháp là Lauzachois.